# ویلیام گلدمن
ویلیام گُلدمن (به انگلیسی: William Goldman) زادهٔ ۱۲ اوت ۱۹۳۱ - درگذشته ۱۶ نوامبر ۲۰۱۸ نویسنده، نمایش‌نامه‌نویس و فیلم‌نامه‌نویس اهل ایالات متحده آمریکا بود.
گولدمن بخاطر فیلم‌های بوچ کسیدی و ساندنس کید و همه مردان رئیس‌جمهور جایزه اسکار بهترین فیلم‌نامه غیراقتباسی را دریافت کرد. از جمله فیلم‌های دیگری که او نگارش فیلمنامه آن را برعهده داشت می‌توان به فیلم‌های الماس داغ، مرد ماراتن، عروس شاهزاده و شعبده بازی اشاره کرد.